# Manastir Ravanica
Manastir Ravanica samostan je Srpske crkve i zadužbina kneza Lazara Hrebeljanovića,  koji se nalazi 12 km jugozapadno od Ćuprije, u selu Senje. Jedan je od najvećih srpskih pravoslavnih manastira.

## Povijest
Manastir Ravanica je srpski pravoslavni manastir na području Senjana u općini  i Pomoravskom okrugu u Srbiji. Zavisi od Eparhije branicevske i nalazi se na popisu spomenika kulture od izuzetnog značaja za Republiku Srbiju (ID br. SK 244). Manastir Ravanica nalazi se u dolini Morave.
Manastir Ravanicu osnovao je 1377. godine knez Lazar Hrebeljanović, gdje je i sahranjen nakon smrti. Knez je danas pravoslavni svetac i njegove se relikvije čuvaju u manastirskoj crkvi.
U ratu koji je uslijedio nakon druge osmanlijske opsade Beča (1683.) mnogi su monasi poginuli, a preživjeli su 1690. pobjegli s relikvijama kneza Lazara. Godine 1717. u Ravanici je bio monah Stefan, koji je jedini iz starog manastira i preživio. Uz pomoć stanovnika susjedstva obnovio je zgrade i okitio crkvu novim pročeljem.
Ravanica je dodatno stradala u Prvom srpskom ustanku protiv Turaka. Ponovno je obnovljena sredinom 19. stoljeća.
Tijekom Drugog svjetskog rata nacisti su zauzeli samostan i ponovno ga opljačkali. Uhapsili su i mučili arhimandrita Makarija i na kraju ga ubili 24. veljače 1943. godine. Ravanica doživljava svoju renesansu kada dolazi Gavrila Ignjatović od (1958 - 2005.), najvažnija igumanija u povijesti manastira.
Ovdje se nalazi grob kneza Lazara, a s obje strane groba kneza Lazara nalazi se ogromna svijeća, koju je poklonila njegova žena, kneginja Milica. Ove dvije svijeće za nju su bile simbol srpskog otpora. Tražila je "da ih spali tek kad se Srbija oslobodi turskog jarma". Želja joj je ispunjena tek 1924. godine.

## Poveznice
- Srpski manastiri
- Sopoćani
- Visoki Dečani
- Manastir Gračanica